# Famille Mezo
Pour les articles homonymes, voir Mezzo.
 (août 2024).
La famille Mezo, également sous la forme Da Mezzo, est une famille patricienne de Venise, présente dans la cité depuis ses origines.

## Historique

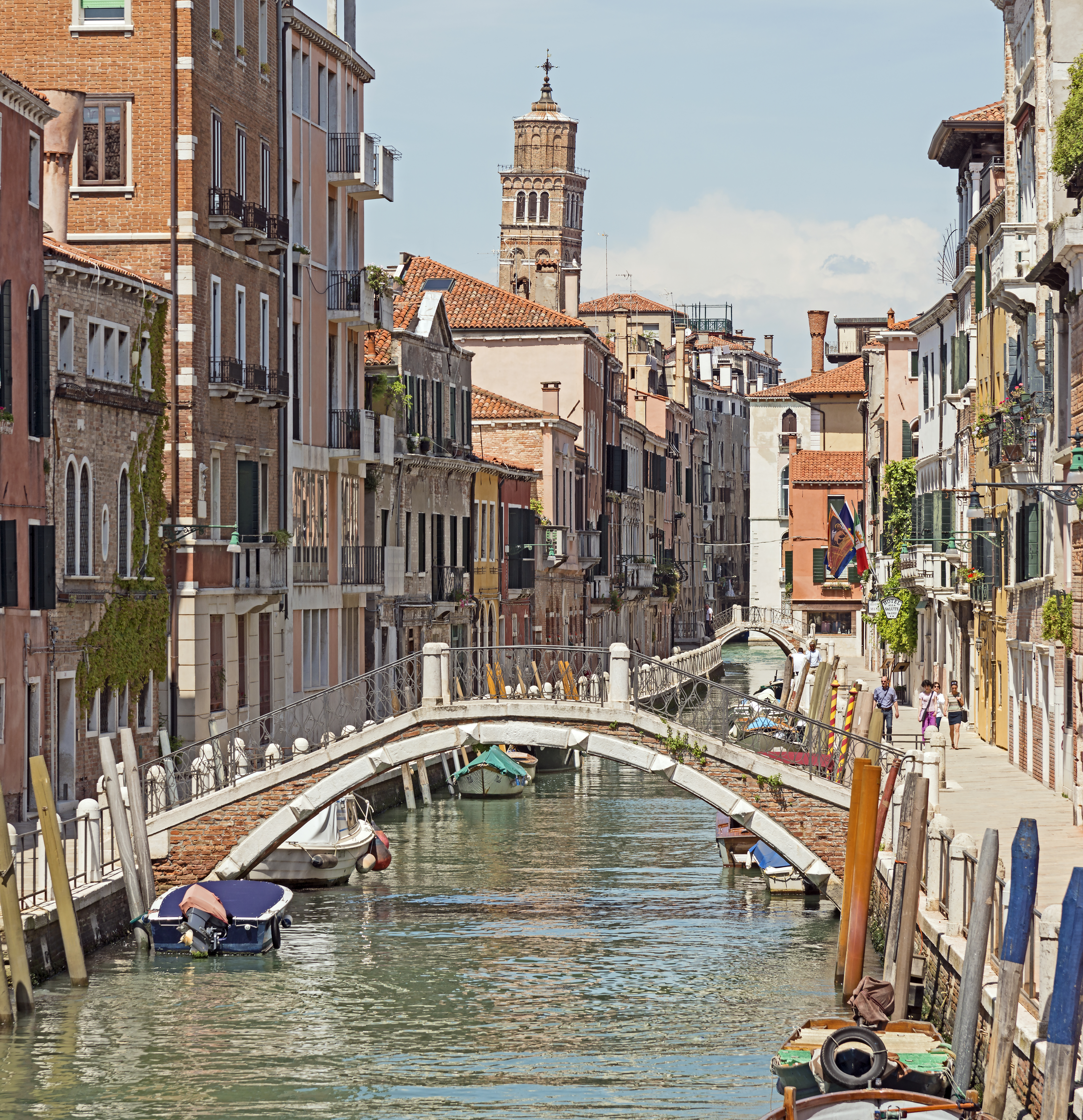
Le ponte Santi ou de Mezzo sur le rio della Fornace (Venise).

Une partie de la famille entre au Maggior Consiglio à sa clôture, le reste passé en Candie y entrera en 1381, en récompense des services de Francesco pendant la guerre de Gênes.
- Giacomo : provéditeur de Camp (général en campagne) pendant la guerre de Ferrare, puis ambassadeur à Rome[Quand ?].

## Armes

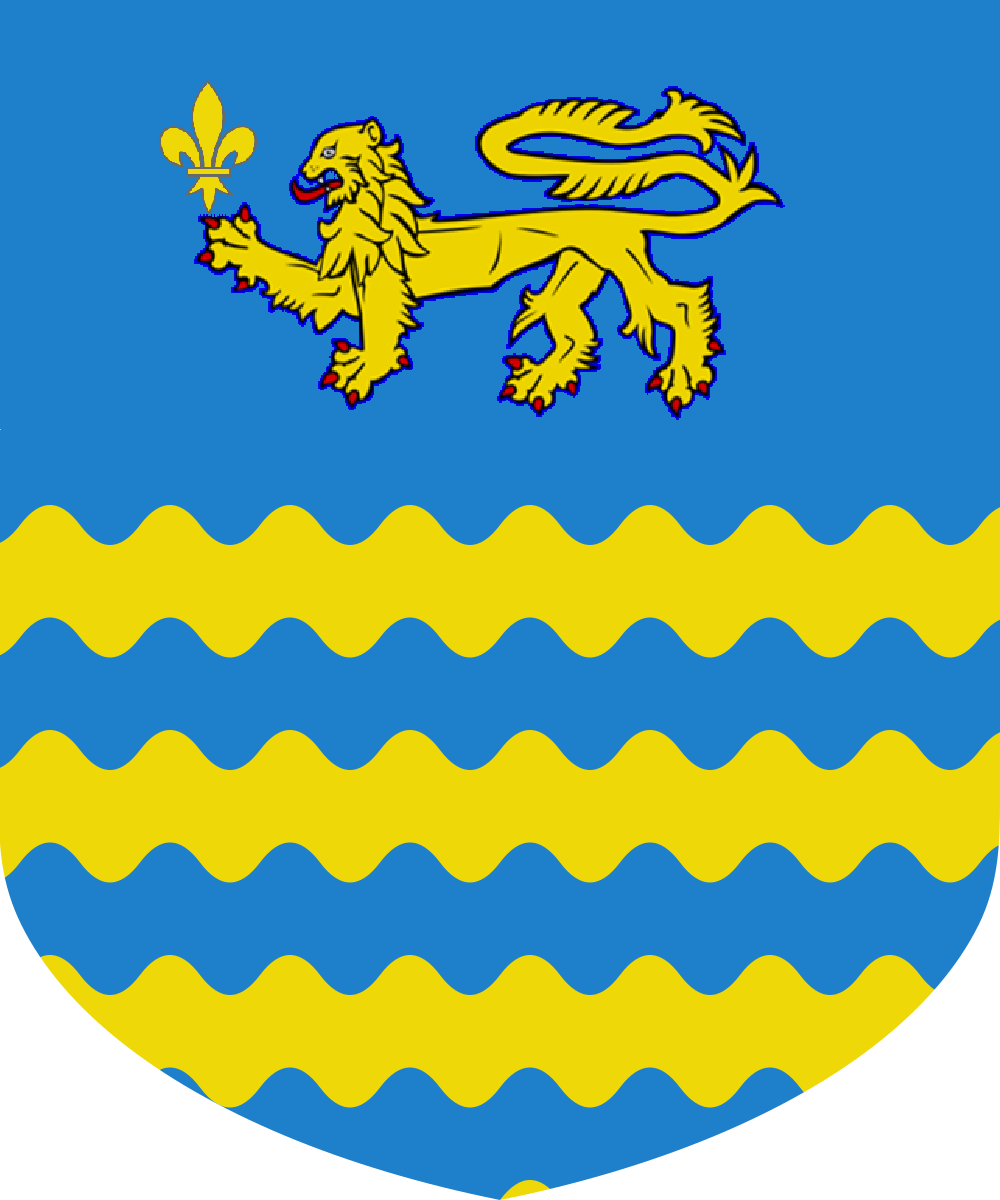
armes des Mezzo

Les armes des Mezo se blasonnent ainsi d'or à trois fasces ondées d'azur au chef du même chargé d'un lion léopardé du champ tenant une fleur-de-lis du même.